# Marco Odermatt
Marco Odermatt (* 8. Oktober 1997 in Stans) ist ein Schweizer Skirennfahrer. Er ist in den Disziplinen Riesenslalom, Super-G und Abfahrt erfolgreich. Zu seinen bisher grössten Erfolgen gehören der Gewinn der Riesenslalom-Goldmedaille bei den Olympischen Winterspielen 2022 in Peking, die vier Siege im Gesamtweltcup (2021/22, 2022/23, 2023/24 und 2024/25), die Weltmeistertitel 2023 in der Abfahrt und im Riesenslalom, der Weltmeistertitel 2025 im Super G sowie der Gewinn von neun Disziplinenwertungen. Odermatt hält den Rekord für die meisten Weltcuppunkte in einer Saison bei den Herren (2042 Punkte im Winter 2022/23). Auch hält er gemeinsam mit Marcel Hirscher, Ingemar Stenmark und Hermann Maier den Rekord für die meisten Siege in einer Saison (13) und die meisten Podestplätze in einer Saison (22) gemeinsam mit Maier. Mit 45 Weltcupsiegen belegt er Platz 6 auf der Ewigen Bestenliste der Herren und ist dort der erfolgreichste Schweizer noch vor Pirmin Zurbriggen.

## Biografie

### Beginn der Karriere
Odermatt stammt aus Buochs im Kanton Nidwalden und ist Absolvent der Sportmittelschule in Engelberg. Als 16-Jähriger begann er im November 2013 an nationalen Juniorenrennen und FIS-Rennen teilzunehmen. Er startete in allen Disziplinen, wobei er in Riesenslaloms und Super-Gs am stärksten war. Im Januar 2015 war er Teilnehmer des European Youth Olympic Festival in Malbun, wo er im Riesenslalom den vierten Platz belegte. Die ersten Europacup-Einsätze folgten im Dezember 2015.
Anfang Februar 2016 startete Odermatt an einigen Nor-Am-Rennen in Nordamerika und fuhr im Riesenslalom von Mont Sainte-Anne auf den zweiten Platz hinter Brennan Rubie. Einige Wochen später gewann er bei den Juniorenweltmeisterschaften 2016 in Sotschi die Goldmedaille in derselben Disziplin sowie die Bronzemedaille im Super-G. Als Juniorenweltmeister war er für den Weltcupfinal in St. Moritz teilnahmeberechtigt und belegte dort am 19. März 2016 den 22. Platz, wofür es jedoch keine Weltcuppunkte gab. Zum Abschluss der Saison kam der Schweizer Riesenslalom-Juniorenmeistertitel hinzu.

### Fünffach-Juniorenweltmeister

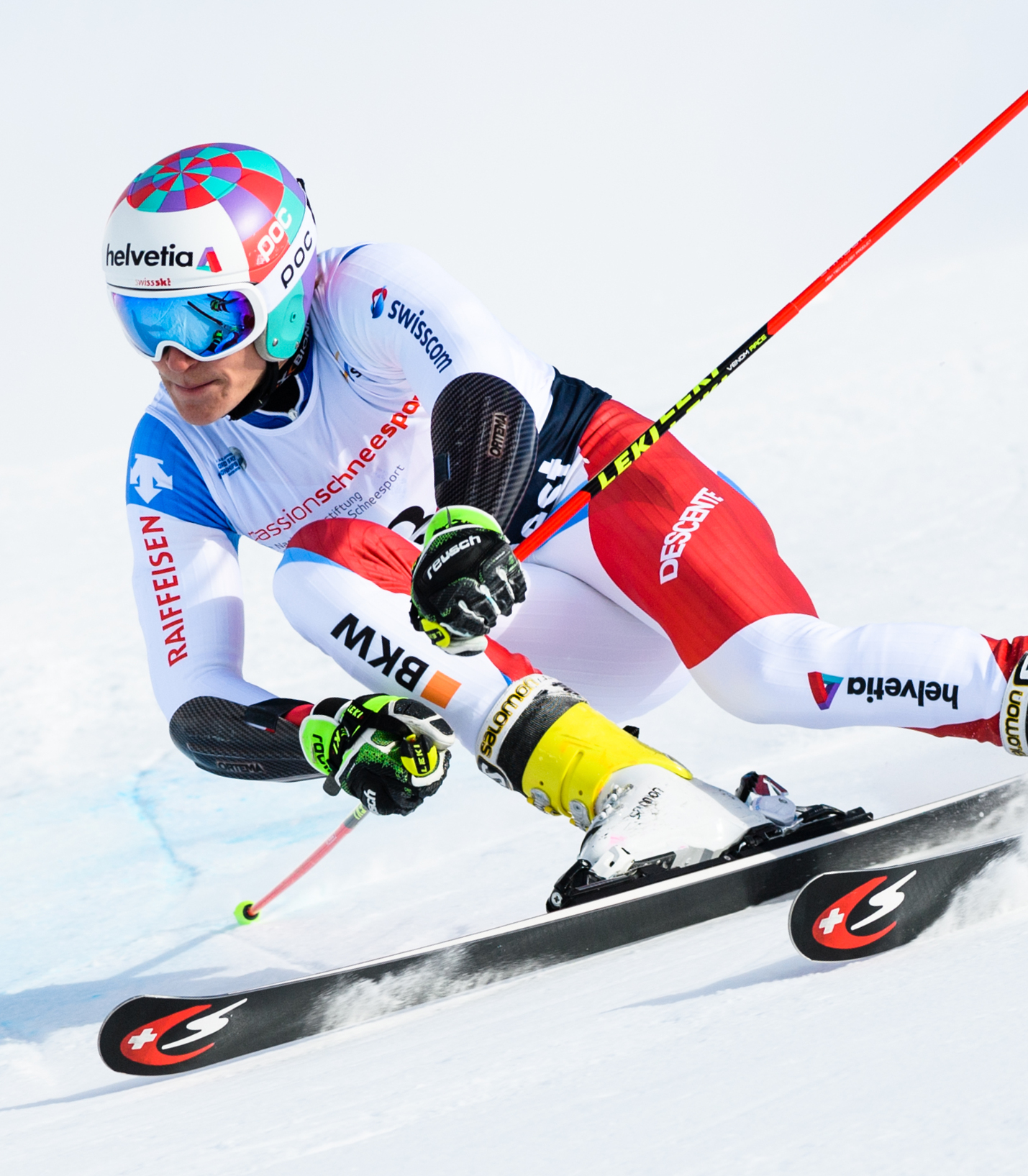
Während der Abfahrt der Junioren-WM 2018

Zu Beginn der Saison 2016/17 wurde Odermatt für den Weltcup-Riesenslalom am 23. Oktober 2016 in Sölden nominiert. Mit der hohen Startnummer 53 fuhr er überraschend auf den 17. Platz und gewann erstmals Weltcuppunkte (nach dem ersten Durchgang war er sogar auf dem 12. Zwischenrang klassiert). Nach dem Europacup-Riesenslalom von Val-d’Isère am 18. Januar 2017 wurde bei Odermatt ein Meniskusschaden diagnostiziert, worauf er die restliche Saison pausieren musste. Im März 2017 zeichnete ihn die Schweizer Sporthilfe als Nachwuchssportler des Jahres aus.
Im Winter 2017/18 erzielte Odermatt im Europacup mehrere Podestplatzierungen, darunter einen Sieg im Riesenslalom von Folgaria-Lavarone am 23. Januar 2018. Bei den Juniorenweltmeisterschaften 2018 in Davos gewann er fünf Goldmedaillen: in der Abfahrt, im Super-G, im Riesenslalom, in der Kombination und im Mannschaftswettbewerb. Damit stellte er einen neuen Rekord auf: Fünf Goldmedaillen bei derselben Veranstaltung hatte vorher noch nie jemand gewonnen. Mit insgesamt sechs Gold- und einer Bronzemedaille ist er hinter Henrik Kristoffersen der erfolgreichste Skirennfahrer bei Juniorenweltmeisterschaften. Bei sechs Einsätzen in Weltcup-Riesenslaloms konnte sich Odermatt kein einziges Mal klassieren, war aber als Juniorenweltmeister trotzdem für den Weltcupfinal in Åre teilnahmeberechtigt. Dort überraschte er mit Platz 11 im Super-G und Platz 12 in der Abfahrt.

### Rasche Etablierung an der Weltspitze
Am 8. Dezember 2018 stiess Odermatt in einem Weltcuprennen erstmals unter die besten zehn vor und platzierte sich im Riesenslalom von Val-d’Isère auf Platz 7. Die erste Weltcup-Podestplatzierung gelang ihm am 9. März 2019 mit Platz drei im Riesenslalom von Kranjska Gora, wobei er im zweiten Durchgang die Laufbestzeit erzielte. Am 6. Dezember 2019 gelang ihm der erste Weltcupsieg, als er den Super-G auf der Birds of Prey in Beaver Creek für sich entschied. Zwei Wochen später beendete Odermatt den Riesenslalom auf der Gran Risa in Alta Badia auf dem fünften Platz; während der Fahrt zog er sich jedoch einen Riss des Aussenmeniskus im rechten Knie zu. Er erholte sich ungewöhnlich rasch von der nachfolgenden Operation und nahm nur einen Monat später am Super-G von Kitzbühel teil, den er auf Platz 13 beendete. Ende Februar folgte im Riesenslalom von Naeba bereits die nächste Podestplatzierung.
Zum Auftakt des Alpinen Skiweltcups 2020/21 fuhr Odermatt im Riesenslalom von Sölden auf den zweiten Platz. Ende November verpasste er das Parallelrennen von Lech, da er sich mit COVID-19 angesteckt hatte und deshalb in Isolation musste. Er zeigte nur leichte Symptome, sodass er am 5. Dezember beim Riesenslalom von Santa Caterina Valfurva wieder an den Start gehen konnte und sich als Dritter klassierte. Zwei Tage später gelang ihm am selben Ort der erste Riesenslalom-Weltcupsieg, der erste eines Schweizers in dieser Disziplin seit Carlo Janka im März 2011.
Vor den Weltmeisterschaften 2021 in Cortina d’Ampezzo gehörte Odermatt zu den meistgenannten Favoriten für den Gewinn einer oder mehrerer Medaillen. In der Abfahrt fuhr auf Platz 4, im Super-G auf Platz 11, während er im Riesenslalom im ersten Durchgang ausschied. Ungeachtet dieser Enttäuschung fand er bald wieder auf die Erfolgsspur zurück. Dank zwei weiteren Weltcupsiegen (im Super-G von Saalbach-Hinterglemm und im Riesenslalom von Kranjska Gora) Anfang März 2021 schloss Odermatt bis auf 31 Punkte auf den Gesamtführenden Alexis Pinturault auf und überholte diesen in der Riesenslalom-Disziplinenwertung sogar. Somit musste der Weltcupfinal in Lenzerheide entscheiden. Pinturault profitierte von der wetterbedingten Absage der Abfahrt und des Super-G, während er Odermatt im Riesenslalom auf Distanz halten konnte. Somit belegte Odermatt in beiden Wertungen jeweils den zweiten Platz. Durch die Absage des Super-G stand er auch dort als Zweitplatzierter hinter dem Österreicher Vincent Kriechmayr fest. Im Dezember 2021 wurde er zum Schweizer Sportler des Jahres 2021 gewählt.

### Olympiasieger und Gesamtweltcupsieger
Marco Odermatt begann die Saison 2021/22 mit einem Sieg im Eröffnungs-Riesenslalom von Sölden am 24. Oktober, dem fünften Weltcuperfolg seiner Karriere und dem dritten in dieser Disziplin. Mit Siegen im Super-G von Beaver Creek sowie in den Riesenslaloms von Val-d’Isère und Alta Badia setzte er sich rasch von der übrigen Konkurrenz ab. Am 27. Dezember 2021 stand er nach einem 2. Platz auf der Pista Stelvio in Bormio erstmals auf dem Podest einer Weltcup-Abfahrt. Am 9. Januar 2022 gewann er als erster Schweizer seit Marc Berthod im Jahr 2008 den traditionsreichen Riesenslalom am Chuenisbärgli in Adelboden. Diesen Erfolg bezeichnete er als den emotionalsten seiner bisherigen Karriere, denn es sei schon immer sein Traum gewesen, hier zu gewinnen. Weniger als eine Woche später gewann er den Super-G von Wengen und belegte in der verkürzten Lauberhornabfahrt den 2. Platz hinter Aleksander Aamodt Kilde. Am 23. Januar trug er in Kitzbühel als Zweitplatzierter hinter Beat Feuz zum ersten Schweizer Doppelsieg auf der Streif seit 1992 bei.
Bei den Olympischen Winterspielen 2022 in Peking belegte er in der Abfahrt den 7. Platz und schied im Super-G aus, nachdem er bei der letzten Zwischenzeit einen Vorsprung auf den späteren Sieger Matthias Mayer aufgewiesen hatte. Am 13. Februar gewann Odermatt in seinem dritten Rennen die Goldmedaille im Riesenslalom, vor dem Slowenen Žan Kranjec und dem Franzosen Mathieu Faivre. Er war der erste Schweizer Riesenslalom-Olympiasieger seit Janka im Jahr 2010. Im drittletzten Weltcup-Riesenslalom der Saison sicherte sich Odermatt am 12. März 2022 in Kranjska Gora mit dem 2. Platz vorzeitig den Gewinn der Disziplinenwertung. Mit dem zweiten Platz in der Abfahrt beim Saisonfinal in Courchevel sicherte er sich drei Rennen vor Saisonende definitiv den Sieg im Gesamtweltcup, der bereits vor dem Rennen praktisch feststand. Odermatt ist der fünfte Schweizer, dem dies gelang. Einen Tag später erreichte er wie im Vorjahr den zweiten Platz in der Super-G Disziplinenwertung. Zum Abschluss gewann er in Méribel den letzten Riesenslalom der Saison und schaffte es damit als erster Schweizer in jedem Riesenslalom eines Weltcupwinters auf das Podest.
Als Anerkennung für seine herausragende Saison zeichnete ihn die Internationale Vereinigung der Ski-Journalisten als Skieur d’Or des Jahres 2022 aus. Ausserdem wurde er zum zweiten Mal zum Schweizer Sportler des Jahres gewählt.

### Doppelweltmeister und Weltcuppunkte-Rekordhalter
Odermatt setzte seine Dominanz in der Weltcup-Saison 2022/23 fort. Allein in seinen ersten sieben Rennen stand er jedes Mal auf dem Podest und baute seinen Vorsprung in der Gesamtwertung kontinuierlich aus. Bis Mitte Dezember 2022 gewann er die Riesenslaloms von Sölden und Val-d’Isère sowie den Super-G von Lake Louise. Seine herausragenden Ergebnisse hinderten ihn nicht daran, den von der FIS aufgestellten Rennkalender offen zu kritisieren. Er hielt die Abfolge der Rennen nach der Rückkehr aus Nordamerika für potenziell gefährlich, da er in Gröden und Alta Badia fünf Rennen an fünf aufeinanderfolgenden Tagen bestreiten musste. Trotz der starken Belastung fuhr er weiterhin Siege ein (Riesenslalom in Alta Badia, Super-G in Bormio, Riesenslalom in Adelboden), ebenso gelangen ihm Podestplätze in Abfahrten. Einen kleinen Rückschlag erlitt Odermatt am 20. Januar 2023 bei der ersten Hahnenkammabfahrt in Kitzbühel, als er nur mit sehr viel Können bei der Steilhangausfahrt einen folgenschweren Sturz vermied. Er konnte zwar das Rennen beenden, zog sich aber leichte Quetschungen und Prellungen im linken Knie zu. Um sein Knie zu schonen, verzichtete er auf die beiden nächsten Rennen.
Nach acht Tagen Erholungspause griff Odermatt Ende Januar 2023 wieder ins Renngeschehen ein und feierte sogleich zwei Super-G-Weltcupsiege in Cortina d’Ampezzo. Damit gehörte er im Vorfeld der Alpinen Skiweltmeisterschaften 2023 in Courchevel zum engsten Favoritenkreis. Die hohen Erwartungen konnte er zunächst nicht erfüllen, da er in der Kombination ausschied und im Super-G als Viertplatzierter die Bronzemedaille um elf Hundertstelsekunden verpasste. Doch dann gelang ihm am 12. Februar der Befreiungsschlag, als er die Abfahrt auf der anspruchsvollen Éclipse-Piste regelrecht dominierte und mit fast einer halben Sekunde Vorsprung auf Kilde seinen ersten Weltmeistertitel errang. Es war dies auch sein erster Abfahrtssieg auf höchster Stufe, nach bisher sieben zweiten Plätzen. Fünf Tage später doppelte er nach und gewann auch im Riesenslalom die Goldmedaille, vor seinem Landsmann Loïc Meillard. Damit ist er nach Zeno Colò, Toni Sailer, Jean-Claude Killy und Aksel Lund Svindal erst der fünfte Skirennfahrer, der bei denselben Weltmeisterschaften sowohl die Abfahrt als auch den Riesenslalom für sich entschied.

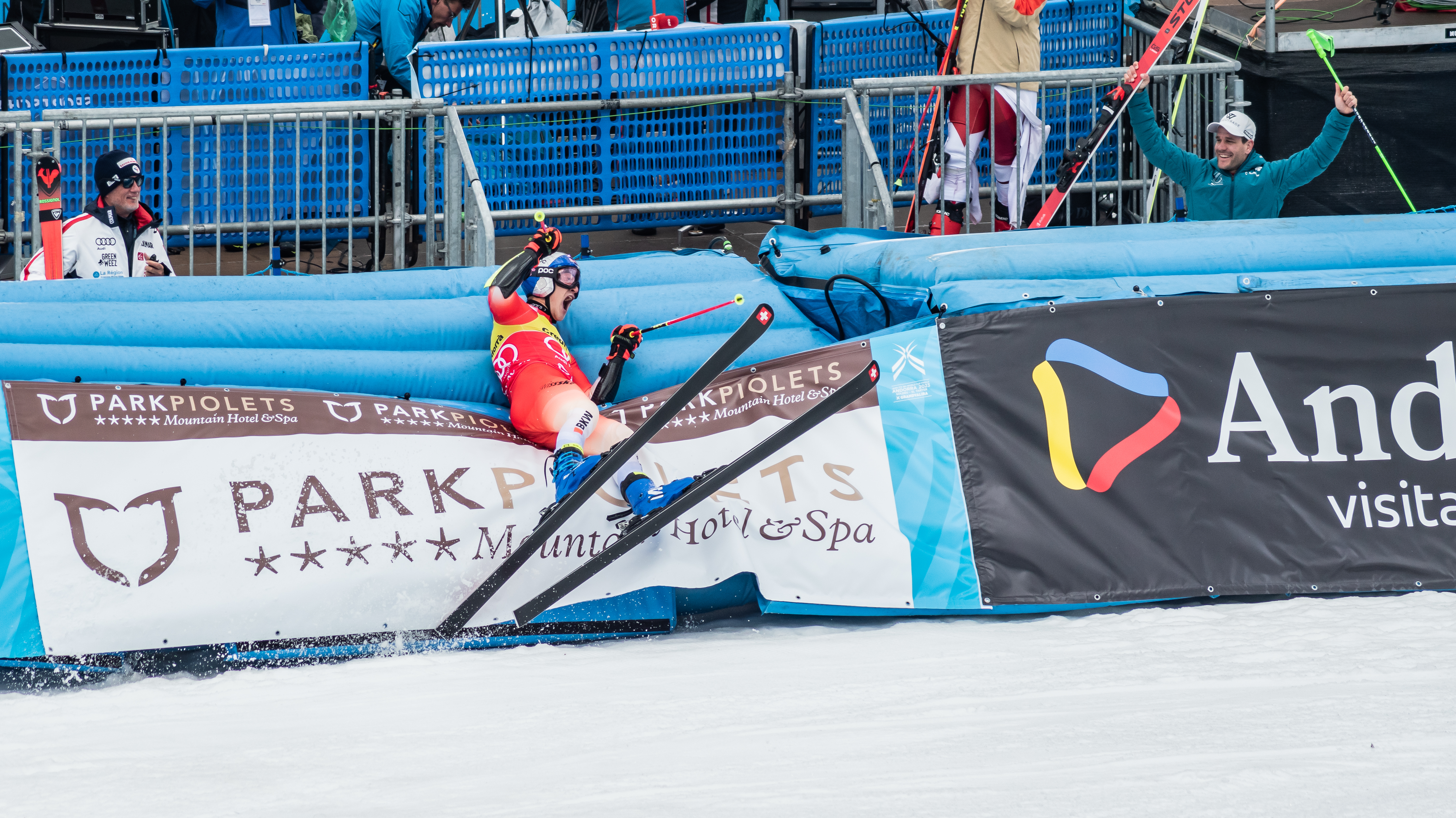
Odermatt bejubelt den Sieg im Riesenslalom von Soldeu (rechts: Thomas Tumler)

Mit seinem 20. Weltcupsieg am 5. März 2023 in Aspen stand Odermatt vorzeitig als Gewinner der Super-G-Disziplinenwertung fest. Als erster Rennfahrer in der Geschichte des alpinen Skisports gewann er somit fünf Super-G-Weltcuprennen in einer Saison. Vier Tage später stand Odermatt auch vorzeitig als Gewinner der Weltcup-Gesamtwertung fest, nachdem Kilde seinen Teilnahmeverzicht auf die beiden Riesenslaloms von Kranjska Gora bekanntgegeben hatte. Mit zwei weiteren Siegen dort entschied er auch die Riesenslalom-Disziplinenwertung für sich. Beim Weltcupfinal in Soldeu gelang Odermatt nochmals je ein Sieg im Super-G und Riesenslalom. Insgesamt holte er in diesem Winter 2042 Punkte in der Gesamtwertung und stellte damit einen neuen Rekord bei den Herren auf. Die bisherige Bestmarke lag bei 2000 Punkten, erzielt durch Hermann Maier in der Saison 1999/2000. Mit insgesamt 13 Weltcupsiegen in einem Winter ist Odermatt zudem gemeinsamer Rekordhalter mit Maier, Marcel Hirscher und Ingemar Stenmark. In neun Riesenslaloms gelangen ihm sieben Siege, ein zweiter und ein dritter Platz, was einen Punkteschnitt von 93,5 ergibt – so gross wie bei keinem Skirennfahrer zuvor. Nur unwesentlich kleiner war der Schnitt im Super-G mit 92,5 Punkten je Rennen. Damit hält er die beiden ersten Plätze in der ewigen Bestenliste. Odermatt gewann vier Super-G-Weltcuprennen in Folge, was zuvor nur Hermann Maier gelungen war. Zudem feierte er die meisten Saisonsiege im Super-G (6) bei Männern und Frauen. Sein Vorsprung von 702 Punkten auf Kilde im Gesamtweltcup ist der zweitgrösste in der Weltcupgeschichte. Im Dezember 2023 erhielt er zum dritten Mal in Folge die Auszeichnung als Schweizer Sportler des Jahres.
Saison 2023/24
Am 11. Januar 2024 gewann Odermatt in Wengen erstmals eine Abfahrt im Weltcup, das Nachholrennen für Beaver Creek fand auf einer verkürzten Strecke statt. Zwei Tage später gewann er auch die zweite Abfahrt vom Originalstart am Lauberhorn. Am 10. Februar 2024 feierte Odermatt in Bansko seinen 20. Weltcup-Erfolg im Riesenslalom, es war saisonübergreifend der neunte Sieg in Folge in dieser Weltcup-Disziplin. Das gelang zuletzt dem Italiener Alberto Tomba, der zwischen 1994 und 1995 ebenfalls die gleiche Anzahl an Siegen im Slalom erreicht hatte. Nach weiteren Siegen in den Riesenslaloms von Palisades Tahoe und Aspen (2 Rennen) schied er am 16. März 2024 beim Weltcupfinale in Saalbach-Hinterglemm in Führung liegend im zweiten Durchgang aus, damit endete die Serie nach zwölf Siegen. Nur Ingemar Stenmark gelang in den 1970er-Jahren mit 14 Siegen in Folge im Riesenslalom eine längere Siegesserie in einer Disziplin. Er gewann zum dritten Mal in Folge den Gesamtweltcup, dazu sicherte er sich die Kristallkugeln in der Abfahrt, im Super-G und im Riesenslalom. Wie in der Vorsaison gelangen ihm 13 Siege. Im Oktober 2024 wurde er erneut als Skieur d’Or ausgezeichnet.
Saison 2024/25
Am 22. Dezember 2024 gewann Odermatt zum fünften Mal den Riesenslalom in Alta Badia, mit seinem 41. Weltcupsieg übertraf er den bisherigen Rekord von Pirmin Zurbriggen und avancierte zum erfolgreichsten Schweizer im Weltcup. Am 12. Januar 2025 gewann er zum vierten Mal in Folge den Riesenslalom von Adelboden, was zuvor nur Ingemar Stenmark zwischen 1979 und 1982 gelungen war. Bei den Weltmeisterschaften 2025 in Saalbach-Hinterglemm gewann Odermatt die Goldmedaille im Super-G, während er im Riesenslalom den vierten und in der Abfahrt den fünften Platz belegte. In dieser Saison gewann er den Gesamtweltcup zum vierten Mal und konnte erneut die Kristallkugeln in der Abfahrt, im Super-G und im Riesenslalom gewinnen.

## Erfolge

### Olympische Spiele
- Peking 2022: 1. Riesenslalom, 7. Abfahrt

### Weltmeisterschaften
- Åre 2019: 10. Riesenslalom, 12. Super-G
- Cortina d’Ampezzo 2021: 4. Abfahrt, 11. Super-G, 11. Parallelrennen
- Courchevel 2023: 1. Abfahrt, 1. Riesenslalom, 4. Super-G
- Saalbach 2025: 1. Super-G, 4. Riesenslalom, 5. Abfahrt

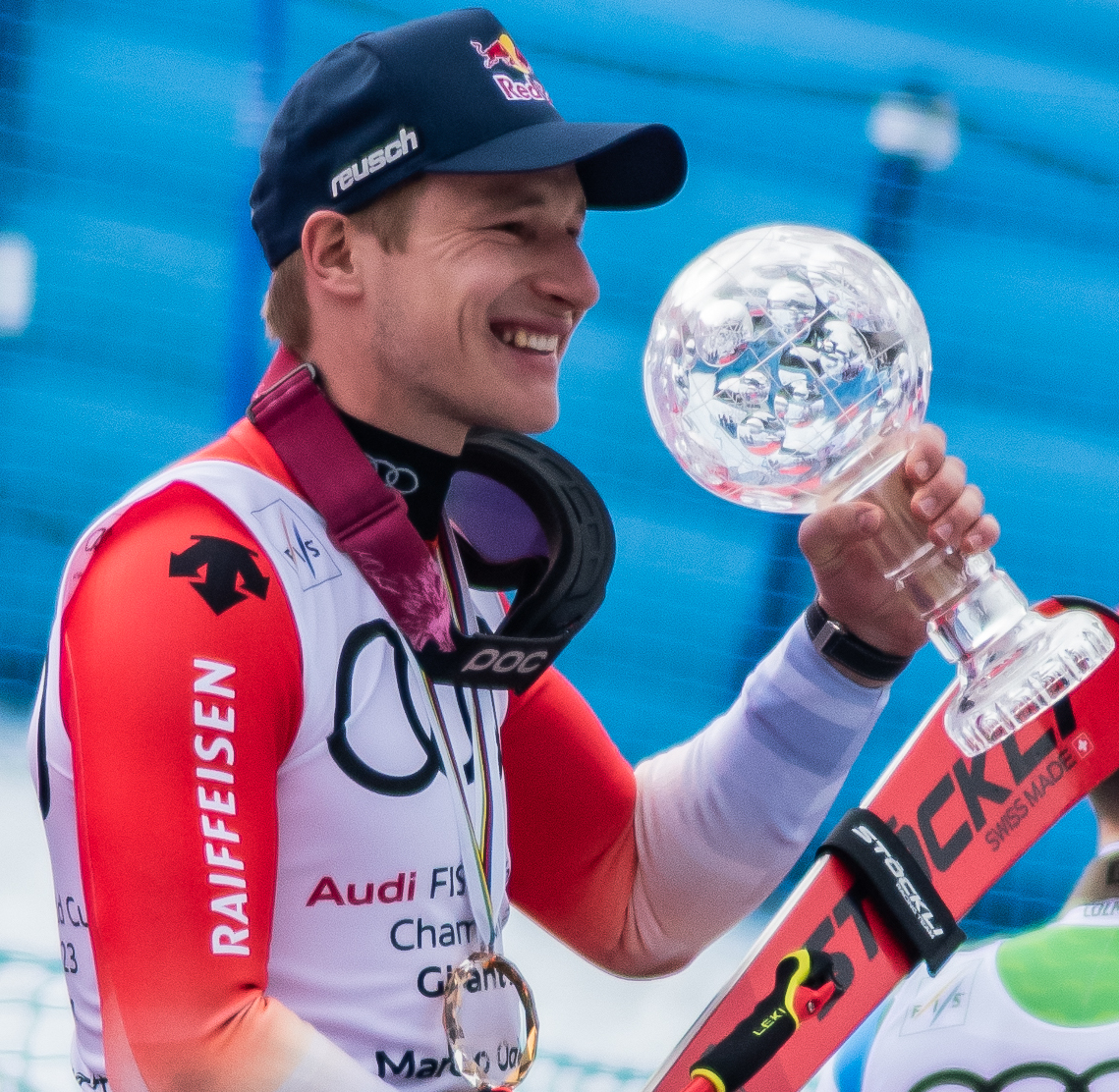
Marco Odermatt mit der kleinen Kugel, die er für den Gewinn der Riesenslalom-Wertung 2022/23 erhalten hat

### Weltcupwertungen
| Saison  | Gesamt | Gesamt | Abfahrt | Abfahrt | Super-G | Super-G | Riesenslalom | Riesenslalom | Kombination | Kombination |
| Saison  | Platz  | Punkte | Platz   | Punkte  | Platz   | Punkte  | Platz        | Punkte       | Platz       | Punkte      |
| ------- | ------ | ------ | ------- | ------- | ------- | ------- | ------------ | ------------ | ----------- | ----------- |
| 2016/17 | 114.   | 23     | –       | –       | –       | –       | 41.          | 23           | –           | –           |
| 2017/18 | 76.    | 62     | 38.     | 22      | 34.     | 24      | 45.          | 16           | –           | –           |
| 2018/19 | 24.    | 334    | 53.     | 7       | 19.     | 72      | 8.           | 245          | 35.         | 10          |
| 2019/20 | 17.    | 434    | 43.     | 20      | 7.      | 203     | 9.           | 211          | –           | –           |
| 2020/21 | 2.     | 1093   | 16.     | 126     | 2.      | 318     | 2.           | 649          | –           | –           |
| 2021/22 | 1.     | 1639   | 4.      | 517     | 2.      | 402     | 1.           | 720          | –           | –           |
| 2022/23 | 1.     | 2042   | 3.      | 462     | 1.      | 740     | 1.           | 840          | –           | –           |
| 2023/24 | 1.     | 1947   | 1.      | 552     | 1.      | 495     | 1.           | 900          | –           | –           |
| 2024/25 | 1.     | 1721   | 1.      | 605     | 1.      | 536     | 1.           | 580          | –           | –           |

### Weltcupsiege
Odermatt errang bisher 88 Podestplätze, davon 45 Siege (26 × Riesenslalom, 15 × Super-G, 4 × Abfahrt):
|     | Datum             | Ort             | Land       |
| --- | ----------------- | --------------- | ---------- |
| 01. | 7. Dezember 2020  | Santa Caterina  | Italien    |
| 02. | 13. März 2021     | Kranjska Gora   | Slowenien  |
| 03. | 24. Oktober 2021  | Sölden          | Österreich |
| 04. | 11. Dezember 2021 | Val-d’Isère     | Frankreich |
| 05. | 20. Dezember 2021 | Alta Badia      | Italien    |
| 06. | 8. Januar 2022    | Adelboden       | Schweiz    |
| 07. | 19. März 2022     | Méribel         | Frankreich |
| 08. | 23. Oktober 2022  | Sölden          | Österreich |
| 09. | 10. Dezember 2022 | Val-d’Isère     | Frankreich |
| 10. | 19. Dezember 2022 | Alta Badia      | Italien    |
| 11. | 7. Januar 2023    | Adelboden       | Schweiz    |
| 12. | 11. März 2023     | Kranjska Gora   | Slowenien  |
| 13. | 12. März 2023     | Kranjska Gora   | Slowenien  |
| 14. | 18. März 2023     | Soldeu          | Andorra    |
| 15. | 9. Dezember 2023  | Val-d’Isère     | Frankreich |
| 16. | 17. Dezember 2023 | Alta Badia      | Italien    |
| 17. | 18. Dezember 2023 | Alta Badia      | Italien    |
| 18. | 6. Januar 2024    | Adelboden       | Schweiz    |
| 19. | 23. Januar 2024   | Schladming      | Österreich |
| 20. | 10. Februar 2024  | Bansko          | Bulgarien  |
| 21. | 24. Februar 2024  | Palisades Tahoe | USA        |
| 22. | 1. März 2024      | Aspen           | USA        |
| 23. | 2. März 2024      | Aspen           | USA        |
| 24. | 14. Dezember 2024 | Val-d’Isère     | Frankreich |
| 25. | 22. Dezember 2024 | Alta Badia      | Italien    |
| 26. | 12. Januar 2025   | Adelboden       | Schweiz    |

|     | Datum             | Ort                    | Land        |
| --- | ----------------- | ---------------------- | ----------- |
| 01. | 6. Dezember 2019  | Beaver Creek           | USA         |
| 02. | 7. März 2021      | Saalbach-Hinterglemm   | Österreich  |
| 03. | 2. Dezember 2021  | Beaver Creek           | USA         |
| 04. | 13. Januar 2022   | Wengen                 | Schweiz     |
| 05. | 27. November 2022 | Lake Louise            | Kanada      |
| 06. | 29. Dezember 2022 | Bormio                 | Italien     |
| 07. | 28. Januar 2023   | Cortina d’Ampezzo      | Italien     |
| 08. | 29. Januar 2023   | Cortina d’Ampezzo      | Italien     |
| 09. | 5. März 2023      | Aspen                  | USA         |
| 10. | 16. März 2023     | Soldeu                 | Andorra     |
| 11. | 29. Dezember 2023 | Bormio                 | Italien     |
| 12. | 28. Januar 2024   | Garmisch-Partenkirchen | Deutschland |
| 13. | 7. Dezember 2024  | Beaver Creek           | USA         |
| 14. | 24. Januar 2025   | Kitzbühel              | Österreich  |
| 15. | 23. Februar 2025  | Crans-Montana          | Schweiz     |

|     | Datum             | Ort    | Land    |
| --- | ----------------- | ------ | ------- |
| 01. | 11. Januar 2024   | Wengen | Schweiz |
| 02. | 13. Januar 2024   | Wengen | Schweiz |
| 03. | 21. Dezember 2024 | Gröden | Italien |
| 04. | 18. Januar 2025   | Wengen | Schweiz |

### Europacup
- Saison 2017/18: 5. Gesamtwertung, 2. Riesenslalomwertung
- Saison 2018/19: 8. Super-G-Wertung
- 7 Podestplätze, davon 2 Siege:

| Datum             | Ort               | Land    | Disziplin    |
| ----------------- | ----------------- | ------- | ------------ |
| 23. Januar 2018   | Folgaria-Lavarone | Italien | Riesenslalom |
| 12. Dezember 2018 | St. Moritz        | Schweiz | Super-G      |

### Juniorenweltmeisterschaften
- Sotschi 2016: 1. Riesenslalom, 3. Super-G, 11. Abfahrt
- Davos 2018: 1. Abfahrt, 1. Super-G, 1. Riesenslalom, 1. Kombination, 1. Mannschaftswettbewerb

### Weitere Erfolge
- 1 Podestplatz im Nor-Am Cup
- 3 Schweizer Meistertitel (Abfahrt und Super-G 2018, Riesenslalom 2023)
- 1 Schweizer Juniorenmeistertitel (Super-G 2016)
- European Youth Olympic Festival 2015: 4. Riesenslalom
- 3 Siege in FIS-Rennen

## Auszeichnungen
- Schweizer Nachwuchssportler des Jahres 2017
- Schweizer Sportler des Jahres 2021, 2022, 2023, 2024
- Skieur d’Or 2022, 2024

## Trivia
Im Januar 2023 erhielt Odermatt einen eigenen Fansong mit dem Titel «Go Odi Go», komponiert von der Schweizer Mundartband Volxrox.
Sein Vater führte seit dem ersten Tag an, an dem Marco Odermatt auf den Ski stand, Buch, wie oft er Ski gefahren ist.